# Larressore
Larressore é uma comuna francesa na região administrativa da Nova Aquitânia, no departamento dos Pirenéus Atlânticos. Estende-se por uma área de 10,73 km². Em 2010 a comuna tinha 2 129 habitantes (densidade: 198,4 hab./km²).